# 알프레드 I. 토버
알프레드 I. 토버(Alfred I. Tauber)은 미국의 의사, 윤리학자이다.

## 같이 보기
- 면역학
- 생명정치